# 斑條祕鱂
斑條祕鱂為輻鰭魚綱鯉齒目鯉齒亞目鯉齒鱂科的其中一種，分布於地中海沿岸，從法國至希臘、土耳其、埃及至阿爾及利亞東部的半淡鹹水水域，本魚雄魚尾鰭黃色或橙色，體銀色，體側具8-15條深藍灰色條紋；雌魚淡灰色，體側具11-17淡棕色條紋，體長可達6公分，棲息在沿岸潟湖、河口區、溝渠、池塘，繁殖期4月至9月，屬雜食性，以無脊椎動物及植物等為食，可作為觀賞魚。

## 擴展閱讀
維基物種上的相關：斑條祕鱂